# Friedrich Ludwig Æmilius Kunzen

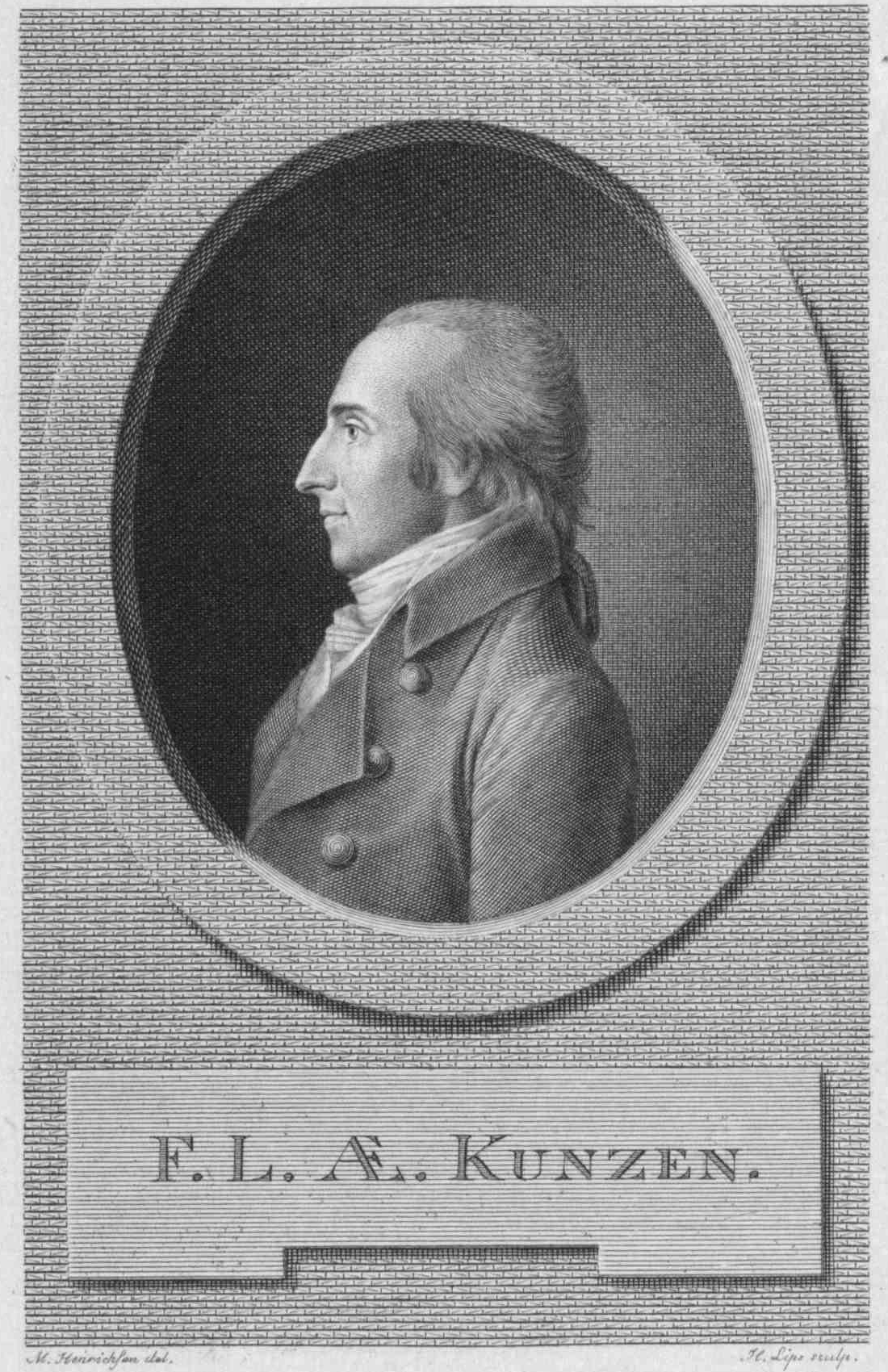
F.L.Æ. Kunzen

Friedrich Ludwig Æmilius Kunzen (* 24. September 1761 in Lübeck; † 28. Januar 1817 in Kopenhagen) war ein deutscher Komponist und Dirigent, der hauptsächlich in Dänemark tätig war.

## Leben und Wirken
Kunzen stammte aus einer Musikerfamilie; sein Großvater Johann Paul Kunzen wie auch sein Vater Adolf Karl Kunzen waren Organisten der Lübecker Marienkirche. Nach dem Besuch des Katharimeums zu Lübeck nahm er 1781 ein Studium der Rechtswissenschaft an der Universität Kiel auf. Seine Neigung galt jedoch der Musik, und ermuntert durch Johann Abraham Peter Schulz und Carl Friedrich Cramer zog er 1785 nach Kopenhagen, um sich ganz einer musikalischen Laufbahn zu widmen.
Er trat zunächst als Cembalist und Pianist am dänischen Hof auf. Seine ersten Erfolge als Komponist kamen durch eine Gedächtniskantate für Graf Otto Thott und die Hochzeitsmusik für die Prinzessin Louise Auguste mit Herzog Friedrich Christian II. (Schleswig-Holstein-Sonderburg-Augustenburg) sowie durch Kompositionen für das Theater. 1788 traf er den jungen Dichter Jens Immanuel Baggesen, und beide schufen gemeinsam die Oper Holger Danske. Die Premiere dieser ersten in Dänemark entstandenen Oper 1789 führte zur sogenannten Holgerfehde, einer literarisch-gesellschaftlichen Theaterfehde, in deren Folge Kunzen vorübergehend Dänemark verließ.
Die nächsten zwei Jahre lebte Kunzen in Berlin, wo sich Johann Friedrich Reichardt seiner annahm, mit dem er 1791 die Zeitschrift Musikalisches Wochenblatt herausgab, und anschließend von 1792 bis 1794 in Frankfurt am Main als Musikdirektor des neuen National-Theaters, wo er unter anderem Mozarts Don Giovanni und Die Zauberflöte zur Aufführung brachte. Hier entstand 1793 mit einem Libretto von Johann Jakob Ihlée die Oper Die Weinlese (auch Das Fest der Winzer, oder Wer führt die Braut nach Hause), Kunzens größter Erfolg. Insbesondere Der Wein, der Wein ist Goldes wert hatte im 19. Jahrhundert geradezu Volksliedcharakter. In Frankfurt heiratete er am 24. Februar 1793 Johanna Margaretha Antonetta Zuccarini (1766–1842), eine der bekanntesten Opernsängerinnen ihrer Zeit. 1794 zogen sie nach Prag, wo er als Operndirektor wirkte. Im folgenden Jahr erhielt er die Berufung zum Musikdirektor des Königlichen Orchesters in Kopenhagen als Nachfolger seines Mentors Johann Abraham Peter Schulz, die er sofort annahm, so dass er ab 1795 wieder in Kopenhagen lebte.
Er komponierte weiter Gelegenheitsmusiken für den Hof, das Oratorium Opstandelsen (Die Auferstehung, 1796), die Oper Erik Ejegod über Erik I. (Dänemark) (1798) und verschiedene „Hymnen“ wie die Hymne auf Gott von Konrad von Schmidt-Phiseldeck, den Grabgesang des abgeschiedenen Jahrhunderts von Friederike Brun und Singspiele. 1809 wurde er zum Professor ernannt und 1811 zum Ritter des Dannebrog-Ordens sowie zum Mitglied der Königlich Schwedischen Musikakademie.
Am 28. Januar 1817 starb er an einem Schlaganfall. Bei seinem Tod war er in einen bitteren Streit mit Jens Baggesen verwickelt über Plagiatsvorwürfe hinsichtlich der Oper Trylleharpen (Zauberharfe). Die Oper von 1806 war auch auf Deutsch in Wien und Hamburg unter dem Titel Ossians Harfe aufgeführt worden, aber ohne Erfolg.
Kunzens Halleluja der Schöpfung, das er 1796 zwei Jahre vor Haydns Schöpfung komponiert hatte und das, 1799 in Lübeck erstaufgeführt, 1802 gedruckt erschien, gehörte „zu den verbreitetsten Werken der Chorliteratur zu Anfang des 19. Jahrhunderts“. Dennoch war er schon bald nach seinem Tod weithin vergessen.
Eine 2005 von cpo (einem auf Ersteinspielungen spezialisierten deutschen Klassiklabel) herausgebrachte Aufnahme seiner Sinfonie g-moll machte ihn in Musikwissenschaft und bei Klassikfreunden wieder bekannt.
Im November 2011 widmete ihm die Musikhochschule Lübeck ein Symposium.

## Schriften
- mit Carl Friedrich Cramer (Hrsg.): Compositionen der in dem ersten Theile der Gedichte meines Vaters enthaltenen Oden und Lieder, Breitkopf, Leipzig 1784.